# Italochrysa stigmatica
Italochrysa stigmatica is een insect uit de familie van de gaasvliegen (Chrysopidae), die tot de orde netvleugeligen (Neuroptera) behoort. 
De imago van deze soort heeft anders dan die van andere soorten uit het geslacht Italochrysa vlekken aan de voorvleugelbasis.
De soort komt voor in Zuidwest-Europa, Noord-Afrika en het Midden-Oosten.
Italochrysa stigmatica is voor het eerst wetenschappelijk beschreven door Rambur in 1838.